# 摔角狂熱37
摔角狂熱37（英語：WrestleMania 37）是第37屆摔角狂熱職業摔角按次付費電視節目和世界摔角娛樂電視網賽事，由世界摔角娛樂為其Raw、SmackDown品牌部門製作。它定於2021年4月10日至11日在佛罗里达州坦帕的雷蒙詹姆斯體育場舉行為期兩晚的賽事。
原先則計劃於2021年3月28日在加利福尼亚州英格爾伍德的SoFi體育場舉行。 這將是在2019冠状病毒病疫情期間首次有開放售票讓觀眾參加的WWE賽事；在疫情發生之前，最近有現場觀眾的賽事是在2020年3月的行刑室鐵籠戰、Monday Night Raw和NXT。
這是自2003年以來約翰·希南首次不以任何身份出現的摔角狂熱，也是自2012年以來布洛克·雷斯納首次沒有參賽的摔角狂熱。這也是自1988年以來的第一個摔角狂熱，至少沒有以下一位選手成為擂台競爭者：尚恩·麥可、送葬者和Triple H，儘管後者在第1晚開幕之初有出現在舞台上以歡迎觀眾的回歸。該賽事也是WWE董事長兼首席执行官文斯·麥馬漢自2010年以來首次在螢幕上露面的摔角狂熱。

## 製作

### 背景
摔角狂熱被認為是WWE的旗艦級賽事，始於1985年，是歷史上歷時最長的職業摔角賽事，每年於3月中旬至4月中旬舉行。 這是WWE最初的四個按次付費電視節目中的第一個，其中包括皇家大戰、夏日衝擊和強者生存，被稱為“四大賽”。 摔角狂熱被《福布斯》評為全球第六大最有價值的體育品牌， 並被譽為體育娛樂界的超级碗。
摔角狂熱37將是在英格爾伍德市舉行的首屆摔角狂熱，這是自21世紀以來摔角狂熱21於大洛杉磯地區舉行後的首屆及第七屆在加利福尼亞州舉行的摔角狂熱賽事（繼第二屆、第七屆、2000、第二十一屆和第三十一屆）。 但是，1月16日，WWE正式確認摔角狂熱37將在2021年4月10日至11日在佛罗里达州坦帕的雷蒙詹姆斯體育場舉行為期兩晚的賽事。這將是在佛羅里達州舉行的第五屆摔角狂熱賽事（繼第二十四屆、第二十八屆、第三十三屆和第三十六屆之後）。售票訊息即將公布，這將使摔角狂熱37成為第一個在2019冠状病毒病疫情期間有現場觀眾參加的WWE賽事。 而WWE品牌長史蒂芬妮·麥馬漢表示她確實說過，他們已經計劃好要讓多少觀眾入場，但是他們還沒有準備透露這個數字。 門票原定於3月16日開始發售，但被推遲。 然後，預售票將於3月18日開始發售，在隔天開始發售門票之前。 WWE提供個人每晚的門票以及兩晚門票，每晚最多可容納25,000名觀眾。

### 劇情
本屆摔角狂熱中的比賽涉及到摔角手們賽前的爭執、情節和劇情線劇本。摔角手將被描繪成正派、反派或角色性格難以區分的角色，在一場或一系列的比賽中製造緊張氣氛和高潮局面。比賽結果由WWE的編劇針對Raw、SmackDown品牌預先確定， 而故事情節則由WWE的每週電視節目，Monday Night Raw、Friday Night SmackDown製作。

#### 世界冠軍賽
在2011年摔角狂熱XXVII之後，由於當時嚴重的頸部傷勢，當時的世界重量級冠軍Edge被迫退休並放棄他的頭銜；Edge隨後於2012年入選WWE名人堂。 經過九年及兩次頸部手術之後，Edge在2020年皇家大戰正式回歸， 次年，Edge宣布參加2021年皇家大戰，誓言贏得男子皇家大戰比賽，以參加摔角狂熱37並再次成為世界冠軍，因為他從未輸掉世界冠軍頭銜。 在1月31日的比賽中，Edge為首位進場的選手並贏得皇家大戰比賽，獲得在摔角狂熱37上挑戰世界冠軍的機會。 在接下來的一周中，Edge出現在Raw、NXT和SmackDown上，與每個品牌的世界冠軍面對面， 但他表示將等到行刑室鐵籠戰後做出決定。 在SmackDown的環球冠軍羅曼·瑞恩斯擊敗丹尼爾·布萊恩衛冕頭銜之後，Edge隨後出現，並對瑞恩斯使出長矛衝刺。然後，他指向摔角狂熱標誌，表明Edge選擇挑戰瑞恩斯的環球冠軍，這一點後來得到證實。 這是在瑞恩斯要求Edge選擇他， 以及瑞恩斯在2月19日的SmackDown中用長矛衝刺攻擊Edge之後發生的。 但是在行刑室鐵籠戰上，布萊恩與瑞恩斯進行另一場冠軍賽後，布萊恩嘲笑瑞恩斯在他贏得SmackDown行刑室鐵籠賽後立即進行冠軍賽，才能衛冕冠軍頭銜。 在極速賽道上，布萊恩與瑞恩斯再度進行冠軍賽，由Edge擔任特別監督，在Edge用鐵椅攻擊兩人後，由瑞恩斯贏得比賽。 在3月26日的SmackDown中，WWE官方亞當·皮爾斯宣布，瑞恩斯將在摔角狂熱的環球冠軍三方威脅賽中面對布萊恩和Edge。
在皇家大戰中，比安卡·貝萊爾贏得女子皇家大戰比賽，獲得在摔角狂熱37上挑戰女子冠軍的機會。 在2月26日的SmackDown中，貝萊爾最終決定，她將在摔角狂熱挑戰SmackDown女子冠軍薩莎·班克斯。

## 後續

### Raw
在第二天晚上的Raw上，MVP宣布沒有人可以在WWE冠軍賽中擊敗鮑比·萊士利。祖魯·麥金泰爾隨後打斷MVP的談話，希望再獲得一次機會，並承認將會用砍刀腳（Claymore Kick）淘汰萊士利，因為由於MVP的干擾，他無法在摔角狂熱上做到這一點。隨後，布勞恩·史卓曼和蘭迪·歐頓也將目標放到爭奪WWE冠軍頭銜上。WWE官方亞當·皮爾斯隨後出場，並安排麥金泰爾、史卓曼和歐頓之間的三方威脅賽，獲勝者將在摔角狂熱爆裂震撼挑戰萊士利的WWE冠軍，在這之後麥金泰爾贏得比賽的勝利。 但是，史卓曼在4月26日的比賽中擊敗麥金泰爾，將其加入到冠軍賽中，使其成為三方威脅賽。

### SmackDown
在隨後的SmackDown中，環球冠軍羅曼·瑞恩斯與保羅·黑門和傑·烏索一同出場，瑞恩斯吹噓自己同時壓制在Edge和丹尼爾·布萊恩身上持續衛冕冠軍。然後，瑞恩斯被希薩羅打斷，後者盯著瑞恩斯，看了一眼環球冠軍。但是，在希薩羅講話之前，瑞恩斯、傑和黑門離開擂台，前往後台。後來在後台，希薩羅與亞當·皮爾斯和索尼婭·德維爾談話要求在當晚面對瑞恩斯，即使是一場無關頭銜賽。然而，希薩羅在主賽事中面對的是傑，而不是瑞恩斯，當賽特·羅林斯干擾並攻擊希薩羅時，由於取消比賽資格而宣告結束，羅林斯宣稱自己與希薩羅的爭執還沒有結束。 在隔週，瑞恩斯給布萊恩最後一次機會挑戰冠軍頭銜，但規定布萊恩如果輸了，他必須離開SmackDown品牌。 這場比賽於4月30日的SmackDown進行，由瑞恩斯獲勝。 希薩羅後來在5月7日的比賽中與羅林斯重賽，在那場比賽中他擊敗羅林斯獲得在摔角狂熱爆裂震撼上與瑞恩斯進行環球冠軍賽的機會。

## 比賽結果

### 4月10日
| 序号               | 结果                                                              | 比赛类型                                           | 时长  |
| ------------------ | ----------------------------------------------------------------- | -------------------------------------------------- | ----- |
| 1                  | 鮑比·萊士利 (c)（與MVP）擊敗 祖魯·麥金泰爾                        | WWE冠軍單打賽                                      | 18:20 |
| 2                  | 娜塔莉雅和塔米娜淘汰洛特小隊（麗芙·摩根和魯比·洛特）              | 雙打賽 優勝者獲得在第二晚挑戰WWE女子双打冠军的機會 | 14:15 |
| 3                  | 希薩羅 擊敗 賽特·羅林斯                                           | 單打賽                                             | 11:35 |
| 4                  | A·J·史泰爾斯和奧莫斯 擊敗 明日組合（科菲·京斯頓和哈維爾·伍茲）(c) | WWE Raw雙打冠軍雙打賽                              | 9:45  |
| 5                  | 布勞恩·史卓曼 擊敗 辛恩·麥馬漢                                    | 鐵籠賽                                             | 11:25 |
| 6                  | 壞痞兔和獵魔士·達米安）擊敗 米茲和約翰·莫里森                     | 雙打賽                                             | 15:05 |
| 7                  | 比安卡·貝萊爾 擊敗 薩莎·班克斯 (c)                                | WWE SmackDown女子冠軍單打賽                        | 17:15 |
| - (c) – 冠军持有者 |                                                                   |                                                    |       |

### 4月11日
| 序号               | 结果                                                              | 比赛类型              | 时长  |
| ------------------ | ----------------------------------------------------------------- | --------------------- | ----- |
| 1                  | 蘭迪·歐頓 擊敗 「邪神」布雷·外耶特（與阿歷薩·布利斯）             | 單打賽                | 5:50  |
| 2                  | 妮娜·賈克斯和沙伊娜·巴斯勒 擊敗 娜塔莉雅和塔米娜                  | WWE女子雙打冠軍雙打賽 | 14:20 |
| 3                  | 凱文·歐文斯 擊敗 山米·讚恩                                        | 單打賽                | 9:20  |
| 4                  | 席莫斯 擊敗 瑞鬥 (c)                                              | WWE美國冠軍單打賽     | 10:50 |
| 5                  | 阿波羅·克魯茲 擊敗 Big E (c)                                      | WWE洲際冠軍單打賽     | 6:50  |
| 6                  | 崔·李普利 擊敗 明日華 (c)                                         | WWE Raw女子冠軍單打賽 | 13:30 |
| 7                  | 羅曼·瑞恩斯 (c)（與傑·烏索和保羅·黑門）擊敗 Edge 和 丹尼爾·布萊恩 | WWE環球冠軍三方威脅賽 | 21:40 |
| - (c) – 冠军持有者 |                                                                   |                       |       |

## 備註
1. 1 2 3  由於2019冠状病毒病疫情，每晚最多可容納25,000名觀眾。[1]

## 外部連結
- 官方网站（英文）